# Hrabstwo Sanilac

Piramida wieku hrabstwa

Sanilac – hrabstwo w USA, w stanie Michigan. Według danych z 2000 roku hrabstwo miało 44547 mieszkańców. Siedzibą administracyjną hrabstwa jest miasto Sandusky.

## Miasta
- Croswell
- Marlette
- Sandusky
- Snover (CDP)

## Wioski
- Applegate
- Carsonville
- Deckerville
- Forestville
- Lexington
- Melvin
- Minden City
- Peck
- Port Sanilac